# Belli (Celtiberi)
I Belli (chiamati anche  Beli o Belaiscos) furono un'antica tribù celtibera della Spagna, che viveva nell'attuale provincia di Saragozza a partire dal III secolo a.C..

## Localizzazione
Le principali città dei Belli furono Segeda e Netorbriga.

Mappa con la localizzazione delle tribù Celtibere.
Arevaci
Pelendoni
Beroni
Belli
Titti
Lobetani
Lusoni

     Arevaci
     Pelendoni
     Beroni
     Belli
     Titti
     Lobetani
     Lusoni

## Cultura
I Belli furono il popolo celtibero più avanzato culturalmente, tanto che furono i primi tra i Celtiberi a coniare delle proprie monete all'indomani della fine della seconda guerra punica.